# Erkki Pukka
Erkki Pukka, född 22 maj 1940 i Lahtis, död där 24 maj 2014, var en finländsk backhoppare.

## Karriär
Erkki Pukka deltog i tysk-österrikiska backhopparveckan två gånger. Under säsongen 1964/1965 blev han nummer 39 i öppningstävlingen i Schattenbergschanze i Oberstdorf i Västtyskland. Han vann nyårstävlingen i Große Olympiaschanze i Garmisch-Partenkirchen och blev nummer fyra i Bergiselschanze i Innsbruck i Österrike. Pukka slutade som nummer 7 sammanlagt, 70,8 poäng efter segraren Torgeir Brandtzæg från Norge. Pukka startade också i backhopparveckan säsongen 1966/1967. Han blev nummer 47 sammanlagt.
Pukka hoppade i normalbacken (Midtstubakken) under Skid-VM 1966 i Holmenkollen i Oslo och blev nummer 59 av 61 startande.